# Збежин
Збежин (пол. Zberzyn) — село в Польщі, у гміні Клечев Конінського повіту Великопольського воєводства.
Населення — 191 особа (2011).
У 1975-1998 роках село належало до Конінського воєводства.

## Демографія
Демографічна структура станом на 31 березня 2011 року:
|          | Загалом | Допрацездатний вік | Працездатний вік | Постпрацездатний вік |
| -------- | ------- | ------------------ | ---------------- | -------------------- |
| Чоловіки | 94      | 25                 | 60               | 9                    |
| Жінки    | 97      | 27                 | 49               | 21                   |
| Разом    | 191     | 52                 | 109              | 30                   |